# Marko Vranjković
Marko Vranjković (Zagabria, 5 febbraio 1999) è un calciatore croato, difensore del Lokomotiva Zagabria.

## Carriera

### Club
Cresciuto nelle giovanili della squadra croata del Lokomotiva Zagabria.

## Statistiche

### Presenze e reti nei club
Statistiche aggiornate al 18 maggio 2025.
| Stagione                   | Squadra                    | Campionato                 | Campionato | Campionato | Coppe nazionali | Coppe nazionali | Coppe nazionali | Coppe continentali | Coppe continentali | Coppe continentali | Altre coppe | Altre coppe | Altre coppe | Totale | Totale |
| Stagione                   | Squadra                    | Comp                       | Pres       | Reti       | Comp            | Pres            | Reti            | Comp               | Pres               | Reti               | Comp        | Pres        | Reti        | Pres   | Reti   |
| -------------------------- | -------------------------- | -------------------------- | ---------- | ---------- | --------------- | --------------- | --------------- | ------------------ | ------------------ | ------------------ | ----------- | ----------- | ----------- | ------ | ------ |
| 2018-2019                  | Sesvete                    | 2. HNL                     | 16         | 1          | CC              | 0               | 0               | -                  | -                  | -                  | -           | -           | -           | 16     | 1      |
| 2019-2020                  | Sesvete                    | 2. HNL                     | 17         | 3          | CC              | 0               | 0               | -                  | -                  | -                  | -           | -           | -           | 17     | 3      |
| Totale Sesvete             | Totale Sesvete             | Totale Sesvete             | 33         | 4          |                 | 0               | 0               |                    | -                  | -                  |             | -           | -           | 33     | 4      |
| 2020-2021                  | Inter Zaprešić             | 2. HNL                     | 29         | 3          | CC              | 1               | 0               | -                  | -                  | -                  | -           | -           | -           | 30     | 3      |
| 2021-2022                  | Lokomotiva Zagabria        | 1. HNL                     | 15         | 0          | CC              | 0               | 0               | -                  | -                  | -                  | -           | -           | -           | 15     | 0      |
| 2022-2023                  | Lokomotiva Zagabria        | 1. HNL                     | 21         | 0          | CC              | 1               | 0               | -                  | -                  | -                  | -           | -           | -           | 22     | 0      |
| 2023-2024                  | Lokomotiva Zagabria        | 1. HNL                     | 20         | 0          | CC              | 2               | 0               | -                  | -                  | -                  | -           | -           | -           | 22     | 0      |
| 2024-2025                  | Lokomotiva Zagabria        | 1. HNL                     | 18         | 1          | CC              | 2               | 1               | -                  | -                  | -                  | -           | -           | -           | 20     | 2      |
| Totale Lokomotiva Zagabria | Totale Lokomotiva Zagabria | Totale Lokomotiva Zagabria | 74         | 1          |                 | 5               | 1               |                    | -                  | -                  |             | -           | -           | 79     | 2      |
| Totale carriera            | Totale carriera            | Totale carriera            | 136        | 8          |                 | 6               | 1               |                    | -                  | -                  |             | -           | -           | 142    | 9      |